# Alfa-1 antitripsină
Alfa-1 sau α1 antitripsina (A1AT, α1AT, A1A sau AAT) este o proteină din superfamilia serpinelor. La om, este codificată de gena SERPINA1. Fiind și un inhibitor de protează, este denumită și alfa1–inhibitorul de protează (A1PI) sau alfa1-antiproteinaza (A1AP), inhibând mai multe clase de protează (nu doar tripsina). Ca inhibitor enzimatic, protejează țesuturile de acțiunea enzimelor din celulele inflamatorii, în special neutrofil elastaza.